# Crush (песня Пола ван Дайка)
«Crush» (рус. «Дробление») — сингл Пола ван Дайка, выпущенный в сотрудничестве с трансовым дуэтом Second Sun.

## Список композиций

### CD версия
1. «Crush» (Extended Mix)
2. «Crush» (Original Mix)
3. «Crush» (Vandit Club Mix)
4. «Crush» (Hyper Remix)
5. «Crush» (Funk d’void Remix)
6. «Crush» (Video)

### Грампластинка
1. «Crush» (Vandit Club Mix)
2. «Crush» (PVD Original Mix)
3. «Crush» (PVD Remix)

## Чарты
| Чарт (2004)      | Пик |
| ---------------- | --- |
| Германия         | 48  |
| UK Singles Chart | 42  |